# Universiteit Leipzig
De Universiteit Leipzig (Duits: Universität Leipzig) is een universiteit in de Duitse stad Leipzig. Enkele bekende studenten van de universiteit waren Johann Wolfgang Goethe, Friedrich Nietzsche, Richard Wagner, Tycho Brahe en bondskanselier Angela Merkel. Van 1953 tot 1991, ten tijde van de Duitse Democratische Republiek (Oost-Duitsland), stond de universiteit bekend als de Karl-Marx-Universität Leipzig.
De Universiteit Leipzig stamt uit 1409 en is daarmee de op een na oudste nog bestaande universiteit in Duitsland, na de Ruprecht-Karls-Universiteit in Heidelberg. De universiteit heeft 14 faculteiten en ruim 150 instituten, en heeft ongeveer 30.000 studenten, waarmee het de op een na grootste universiteit van de deelstaat Saksen is.

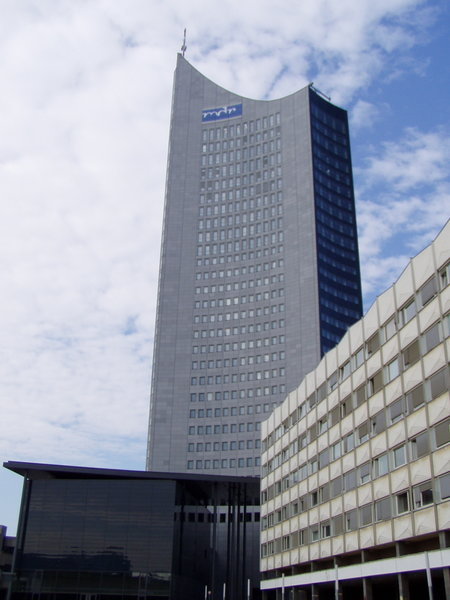
Voormalig hoofdgebouw

De universiteit is verspreid over zo'n 38 locaties. Momenteel wordt in de binnenstad van Leipzig een nieuwe campus voor de universiteit gebouwd, naar ontwerp van de Nederlandse architect Erick van Egeraat. De nieuwe campus zal naar schatting 140 miljoen euro kosten en in 2009 gereed zijn.
De universiteitsbibliotheek werd gevestigd in 1543 en is daarmee een van de oudste Duitstalige universiteitsbibliotheken. De collectie omvat zo'n 5 miljoen boeken en 7.700 tijdschriften, gehuisvest in het hoofdgebouw Bibliotheca Albertina en 40 dependances. De botanische tuin van de universiteit stamt uit 1542 en is daarmee de op een na oudste botanische tuin in Europa. Ook heeft de universiteit een reeks musea in bezit. Het Grassimuseum is een gebouwencomplex dat drie afzonderlijke musea omvat, waaronder het Muziekinstrumentenmuseum.
De Universiteit Leipzig staat op de 8e plaats in een lijst van beste universiteiten van Duitsland en op plaats 149 in een lijst van beste universiteiten ter wereld. In de lijst van beste universiteiten die jaarlijks in The Times Higher Education Supplement gepubliceerd wordt, scoort de Universiteit Leipzig beduidend lager. Hier staat de universiteit in 2008 op plaats 21 in Duitsland en plaats 312 wereldwijd.

## Geschiedenis
De Universiteit Leipzig werd gevestigd op 2 december 1409 door Frederik I van Saksen en zijn broer Willem II van Meißen, met toestemming van een pauselijke bul uitgevaardigd door Tegenpaus Alexander V op 9 september 1409.
De universiteit was gemodelleerd naar de 60 jaar eerder opgerichte Universiteit van Praag. Zo'n 1000 faculteitsleden en studenten waren afkomstig uit Praag. Ze waren naar Leipzig gevlucht nadat koning Wenceslaus van Bohemen in 1409 het Decreet van Kuttenberg had uitvaardigd en Johannes Hus rector van de universiteit van Praag was geworden.
Aan het einde van de Tweede Wereldoorlog waren zo'n 60% van de universiteitsgebouwen en 70% van alle boeken vernietigd. Op 5 februari 1946 werd de universiteit heropend.
 België - Universiteit Antwerpen ·
 Tsjechië - Masaryk-universiteit ·
 Denemarken - Universiteit van Aarhus ·
 Spanje - Complutense-universiteit van Madrid ·
 Finland - Universiteit van Helsinki ·
 Frankrijk - Université de Lille · Universiteit van Straatsburg ·
 Duitsland - Ruhr-universiteit van Bochum · Universiteit Leipzig ·
 Estland - Universiteit van Tartu ·
 Griekenland - Aristoteles-universiteit van Thessaloniki ·
 Hongarije - Eötvös Loránd Tudományegyetem ·
 IJsland - Háskóli Íslands ·
 Ierland - University College Cork ·
 Italië - Università di Bologna ·
 Letland - Latvijas Universitāte ·
 Litouwen - Universiteit van Vilnius ·
 Malta - Universiteit van Malta ·
 Nederland - Hogeschool voor de Kunsten Utrecht · Universiteit Utrecht ·
 Noorwegen - Universiteit van Bergen ·
 Oostenrijk - Universiteit van Graz ·
 Polen - Jagiellonische Universiteit ·
 Portugal - Universiteit van Coimbra ·
 Roemenië - Alexander Jan Cuza-universiteit van Iași ·
 Slowakije - Comeniusuniversiteit Bratislava ·
 Slovenië - Universiteit van Ljubljana ·
 Turkije - Boğaziçi Universiteit ·
 Verenigd Koninkrijk - Queens University Belfast · Universiteit van Hull ·
 Zwitserland - Universität Basel
Aken · Augsburg · Bamberg: Otto-Friedrich · Bayreuth · Berlijn (Vrije Universiteit · Humboldt · Technische Universiteit · Kunsten) · Bielefeld · Bochum · Bonn · Braunschweig · Bremen (Universiteit Bremen · Jacobs University) · Chemnitz · Clausthal · Cottbus-Brandenburg · Darmstadt · Dortmund · Dresden · Duisburg-Essen · Düsseldorf: Heinrich Heine · Eichstätt-Ingolstadt · Erfurt · Erlangen-Neurenberg: Friedrich-Alexander · Frankfurt am Main · Frankfurt an der Oder: Europa · Freiberg · Freiburg · Gießen · Göttingen: Georg August · Greifswald: Ernst Moritz Arndt · Hagen · Halle-Wittenberg: Martin Luther · Heidelberg: Ruprecht Karls · Hamburg (Hamburg · HafenCity · Hamburg-Harburg · Helmut Schmidt) · Hannover (Hannover · Medische Hogeschool) · Hildesheim · Hohenheim · Ilmenau · Jena: Friedrich Schiller · Kaiserslautern · Karlsruhe · Kassel · Keulen · Duitse Sporthogeschool Keulen · Kiel: Christian Albrechts · Koblenz-Landau · Konstanz · Leipzig · Lübeck · Lüneburg: Leuphana · Magdeburg: Otto von Guericke · Mainz: Johannes Gutenberg · Mannheim · Marburg: Philipps · München (Ludwig Maximilians · Technische Universiteit · Oekraïense Vrije Universiteit · Universiteit van het Bondsleger) · Münster · Oldenburg: Carl von Ossietzky · Osnabrück · Paderborn · Passau · Potsdam · Regensburg · Reutlingen · Rostock · Saarbrücken · Siegen · Stuttgart · Trier · Tübingen: Eberhard-Karls · Ulm · Vechta · Weimar: Bauhaus · Witten: Herdecke · Wuppertal · Würzburg: Julius Maximilians